# Erik Knutsson af Sverige
Erik Knutsson (født 1180 - død 10. april 1216 på Näs borg på Visingsö) var søn af kong Knut Eriksson af Sverige og dennes hustru (navn ukendt) og var konge af Sverige 1208-1216.
I år 1205 undslap Erik fra slaget ved Älgarås, hvor hans tre brødre blev dræbt. Han boede derefter hos slægtninge i Norge og samlede her en ny hær, kom tilbage ved midvinter i 1208 og besejrede kong Sverker Karlsson den yngre i slaget ved Lena. Erik overtog magten, men kroningen skete først i november 1210, lige efter slaget ved Gestilren, hvor Sverker blev dræbt. Sverker var sandsynligvis denne gang uden dansk assistance, da den danske leding på den tid var på korstog til Preussen og Samland. Kong Eriks kroning er den allerførste kroning, man kender til i Sverige og blev udført af biskop Valerius, som tidligere var tilhænger af kong Sverker.
Erik blev gift i 1210 med Rikissa af Danmark, datter af Valdemar den Store og Sofia af Minsk. At gifte sig dansk havde den politiske hensigt at bedre forholdene til Danmark, som traditionelt havde støttet Sverkerslægten, mens Eriksslægten traditionelt blev støttet i Norge.
I slaget ved Gestilren faldt også en jarl Folke, hvis tilhængere blandt stormændene med tiden blev kaldt for Folkunger. Hans rolle i den forbindelse kendes ikke.
Pave Innocens III tog i 1216 Sverige under sin beskyttelse og bekræftede kong Eriks ret til Sverige, men også til de områder, han kunne erobre fra «hedningene». Tidligere havde pave Innocens III været på kong Sverker den Yngres side. Brevet fra paven nåede dog aldrig frem til kong Erik, der døde af feber 10. april 1216 og blev begravet i Varnhem Klosterkirke.
Som for så mange af de svenske konger i middelalderen ved man kun lidt om kong Eriks regeringstid. Banneret, som kongen havde ført under slaget ved Gestilren, blev opbevaret af lagmand Eskil Magnusson i Skara, og denne overrakte det i 1219 som en hædersgave til den islandske stormand og forfatter Snorre Sturlasson.

## Børn
- Sofia Eriksdatter af Sverige, født 1200 død 1241. Gift med Henrik Burwin 3. af Rostock (von Mecklenburg-Rostock).
- Ingeborg Eriksdatter af Sverige, født 1211 død 1254 gift med Birger Jarl.
- Erik Eriksson, nedsættende kaldt for «Erik den læspe og halte» (født 1216 efter farens død).